# Pasquale Martignetti
Pasquale Martignetti (Benevento, 27 luglio 1844 – Benevento, 16 marzo 1920) è stato un politico italiano.

## Biografia
Nato in una famiglia di modesti negozianti, perse il padre in tenera età e cominciò ben presto a lavorare per provvedere al mantenimento di quattro sorelle e del fratello, tutti a lui inferiori di età. Non riuscì a superare, nel campo degli studi, la quarta elementare. Nel 1867 era diventato copista nell'archivio notarile di Benevento e di lì a poco si sarebbe sposato con la maestra elementare Giuseppina Collarile entrando quindi  a far parte della famiglia del Generale Nicola Collarile. Di formazione democratico-risorgimentale, seppur isolato in provincia, sollecitato dalla esperienza e dall'osservazione della miseria e dell'ingiustizia, sviluppa ben presto, anche in virtù della lettura di qualche libro, sentimenti di riscatto e di rivolta contro questo stato di cose.  
Visse sempre a Benevento ove non ebbe forti legami e salde amicizie al di fuori dei vincoli familiari. Autodidatta nelle questioni intellettuali, comincia a collaborare con La Plebe, di Enrico Bignami, quindi legge in francese Il Capitale di Marx  convertendosi al socialismo come egli stesso ebbe a scrivere successivamente ad Engels.  Entrato in corrispondenza con Paul Lafargue (genero di Marx) viene a conoscenza del saggio di Engels Socialismo scientifico e socialismo utopistico che cominciò anch'egli a tradurre dalla copia francese nel frattempo tradotta dall'originale da  Paul Lafargue.
La traduzione  di tale opera  gli consentì di entrare in corrispondenza epistolare direttamente con Engels dal 1883 al 1895. Il rivoluzionario tedesco fu prodigo di aiuti  verso il giovane socialista italiano. In considerazione dello stato di disagio economico in cui versava Engels gli procurò abbonamenti gratuiti di riviste socialiste tedesche e non mancò di interessarsi anche delle vicende familiari nonché di quelle persecuzioni giudiziarie di cui Martignetti fu vittima anche a causa del suo impegno politico.
Ernesto Ragionieri che è stato lo storico più attento alla figura di questo singolare socialista, afferma che la sua importanza non fu quella di un organizzatore e agitatore sociale, né tanto meno di teorico, quanto piuttosto quella «di traduttore di Marx e di Engels, del diffusore entusiasta e costante della letteratura socialista»
Per tutta la sua vita, dopo la morte del suo interlocutore e mentore Engels (1895), Martignetti continuò la sua attività di traduttore di opere del socialismo tedesco. 
Fondò sempre a Benevento nel 1915 una rivista antinterventista L'Avvenire, che ebbe vita effimera.  Aderì alla corrente massimalista che uscì vincitrice al XVI Congresso del Partito Socialista Italiano. Simpatizzò con la rivoluzione bolscevica.
Morì a Benevento il 16 marzo 1920.

## Opere
P. Martignetti, Il socialismo utopico e il socialismo scientifico per F. Engels, Benevento 1883. 